# 顾林凯族
顾林凯族為澳大利亞原住民族之一，多數居於新南威爾斯州。

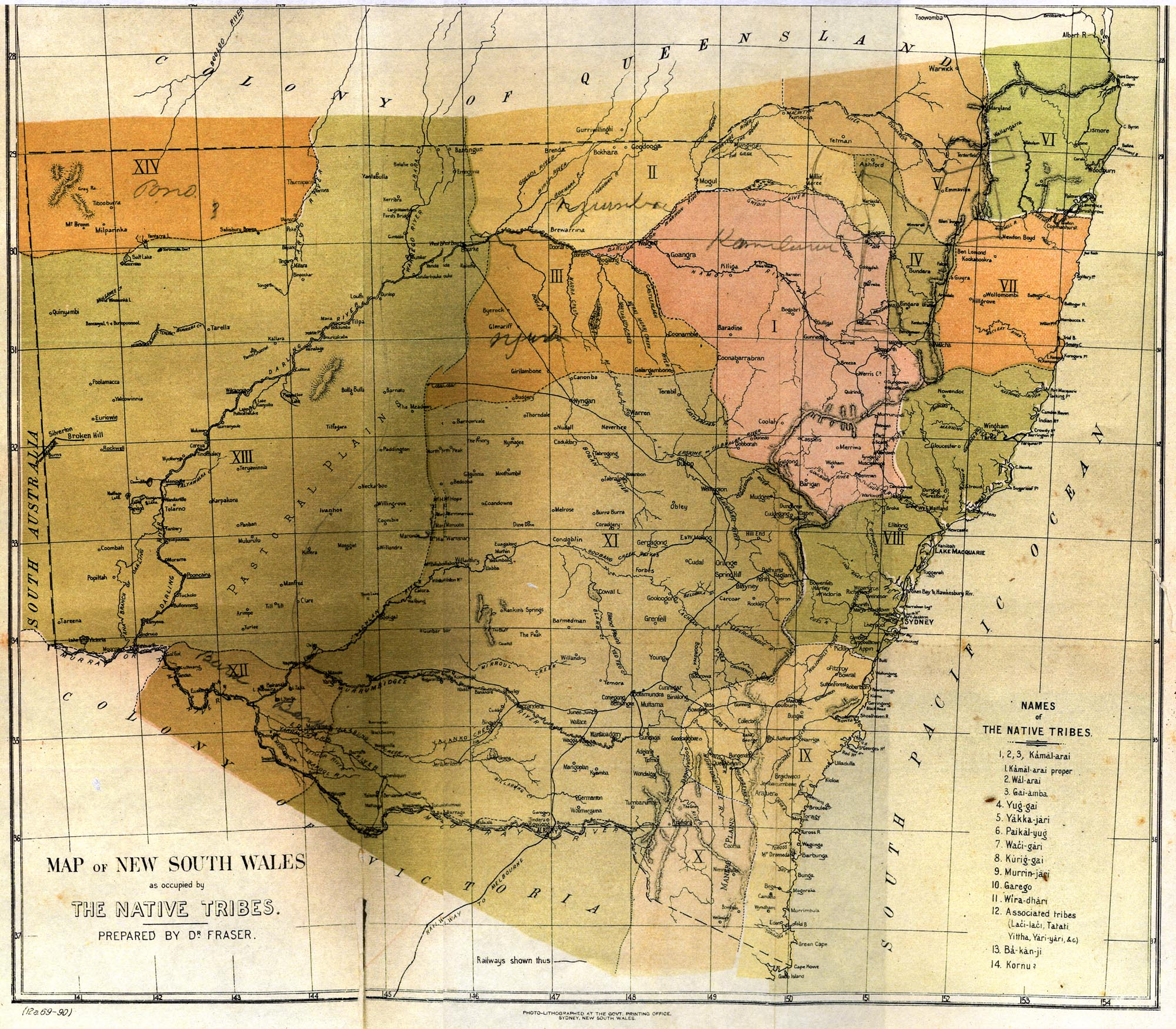
福瑞澤所製的「1892年地圖」，顾林凯族於圖中標示為VIII

1892年，約翰.福瑞澤首次以「顾林凯」泛稱當時沿著新南威爾斯州，北自中海岸地區，南抵悉尼霍克斯布雷河、以狩獵為生的原住民族。
根據福瑞澤所紀錄，居於顾林凯族領土北部的是Wachigari族和Paikalyung族，於西北部的是Kamalarai族，西部為Wiradhari族和居於南部的Murrinjari族。 
1974年，一位學者諾曼.廷代爾指出，居於顾林凯族領土中部的是Awabakal部，其餘是Tharawal部、Eora部、Dharuk部、Darkinjang部、Worimi部、Birpai部和Ngamba部等，並且可分為不同的大族，如Garigal、Cammeraygal、Borregegal、Awaba、Walkeloa，皆屬顧林凱語系。
顾林凯族的生活受季節變化而遷移於領土範圍內。遷移時，他們會舉行盛大的儀式。隨著澳大利亞社會的進步，顾林凯族仍居於他們的傳統生活地帶。由於顾林凯族對新南威爾斯州有著重要的歷史和象徵意義，因此州內有許多地區名稱或公園的名稱皆可見「顧林凱」族之名。